# كريستوفر هارغريف
كريستوفر هارغريف (31 أغسطس 1951 في المملكة المتحدة - ) (بالإنجليزية: Christopher Hargrave)‏ هو لاعب كريكت أسترالي. لعب مع فريق تسمانيا للكريكت.

## وصلات خارجية
- كريستوفر هارغريف على موقع إي آس بي آن كريك إنفو (الإنجليزية)